# Kríjština
Kríjština (kríjsky Nēhiyawēwin, ᓀᐦᐃᔭᐍᐏᐣ) je společný název blízce spřízněných jazyků algonkinské jazykové skupiny, používaných přibližně 100 000 lidmi v Kanadě od Alberty po Labrador. Menší počet mluvčích žije také v rezervacích Rocky Boy, Fort Peck a Fort Belknap v americkém státě Montana.
Jejich společenské i oficiální postavení je napříč Kanadou různé. Jsou jedním ze sedmi oficiálních jazyků Severozápadních teritorií, ale hovoří jimi jen malá část jejich obyvatelstva v okolí města Fort Smith. V mnoha oblastech jsou jazyky široce používanými v místních komunitách a vyučovanými ve školách. V ostatních oblastech jejich používání rychle klesá.

## Příklady

### Číslovky
| Kríjsky                 | Česky |
| pēyak, ᐯᔭᐠ              | jeden |
| nīso, ᓃᓱ                | dva   |
| nisto, ᓂᐢᑐ              | tři   |
| nēwo, ᓀᐓ                | čtyři |
| niyānan, ᓂᔮᓇᐣ           | pět   |
| nikotwāsik, ᓂᑯᑖᓯᐠ       | šest  |
| tēpakohp, ᑌᐸᑯᐦᑊ         | sedm  |
| ayēnānēw, ᐊᔦᓈᓀᐤ         | osm   |
| kēkā-mitātaht, ᑫᑲ ᒥᑖᑕᐦᐟ | devět |
| mitātaht, ᒥᑖᑕᐦᐟ         | deset |

## Vzorový text

### Všeobecná deklarace lidských práv
| kríjsky     | ᒥᓯᐌ ᐃᓂᓂᐤ ᑎᐯᓂᒥᑎᓱᐎᓂᐠ ᐁᔑ ᓂᑕᐎᑭᐟ ᓀᐢᑕ ᐯᔺᑲᐣ ᑭᒋ ᐃᔑ ᑲᓇᐗᐸᒥᑯᐎᓯᐟ ᑭᐢᑌᓂᒥᑎᓱᐎᓂᐠ ᓀᐢᑕ ᒥᓂᑯᐎᓯᐎᓇ᙮ ᐁ ᐸᑭᑎᓇᒪᒋᐠ ᑲᑫᑕᐌᓂᑕᒧᐎᓂᓂᐤ ᓀᐢᑕ ᒥᑐᓀᓂᒋᑲᓂᓂᐤ ᓀᐢᑕ ᐎᒋᑴᓯᑐᐎᓂᐠ ᑭᒋ ᐃᔑ ᑲᓇᐗᐸᒥᑐᒋᐠ᙮ |
| transkripce | misiwe ininiw tipenimitisowinik eshi nitawikit nesta peywakan kici ishi kanawapamikiwisit kistenimitisowinik nesta minikowisiwima. e pakitimamacik kaketawenitamowininiw nesta mitonenicikaniniw nesta wicikwesitowinik kici ishi kamawapamitocik. |
| česky       | Všichni lidé se rodí svobodní a sobě rovní co do důstojnosti a práv. Jsou nadáni rozumem a svědomím a mají spolu jednat v duchu bratrství. |